# ザ・ラグビーチャンピオンシップ2018
ザ・ラグビーチャンピオンシップ2018（2018 Rugby Championship、2018 TRC）は、2018年8月から10月にかけて開催された 南半球4か国のナショナルチームによる「ザ・ラグビーチャンピオンシップ」の第7回大会。主催はSANZAAR。北半球6か国代表によるシックス・ネイションズと並ぶ、強豪国リーグである。

## 概要
出典
相手国3チームと、ホームとアウェーを変えて2試合ずつ、計6試合を行い、勝ち点で順位を決める。
前回大会同様に、第1ラウンド・第2ラウンドを1週あけて実施し、2週間あけ、第3・第4ラウンドを1週間あけて実施する。また2週間あけて、第5・第6ラウンドを1週間あけて行った。

## 冠スポンサー
毎年、各国で冠スポンサーを設けており、今大会では以下のような大会名でも呼ぶ。
- 南アフリカ共和国：「キャッスルラガー・ラグビーチャンピオンシップ（The Castle Lager Rugby Championship）」[2]- キャッスルラガーは南アフリカのビール会社およびブランド。
- ニュージーランド：「インベステック・ラグビーチャンピオンシップ（The Investec Rugby Championship）」[3]- インベステックはイギリスと南アフリカを主な拠点とした金融会社。
- オーストラリア：「三菱地所ラグビーチャンピオンシップ（The Mitsubishi Estate Rugby Championship）」[4]
- アルゼンチン：「パーソナル・ラグビーチャンピオンシップ（The Personal Rugby Championship）」[5]- パーソナルはアルゼンチンの携帯電話キャリアおよび通信会社。

## 戦績
出典
| 順位 | 国               | 勝敗   | 勝敗 | 勝敗     | 勝敗 | 得点 | 得点 | 得点     | 3トライ差以上を獲得ボーナスポイント | 7点差以内の敗戦ボーナスポイント | 勝ち点合計 |
| 順位 | 国               | 試合数 | 勝ち | 引き分け | 負け | 得点 | 失点 | 得失点差 | 3トライ差以上を獲得ボーナスポイント | 7点差以内の敗戦ボーナスポイント | 勝ち点合計 |
| ---- | ---------------- | ------ | ---- | -------- | ---- | ---- | ---- | -------- | ----------------------------------- | ------------------------------- | ---------- |
| 1    | ニュージーランド | 6      | 5    | 0        | 1    | 225  | 132  | +93      | 4                                   | 1                               | 25         |
| 2    | 南アフリカ共和国 | 6      | 3    | 0        | 3    | 160  | 154  | +6       | 1                                   | 2                               | 15         |
| 3    | オーストラリア   | 6      | 2    | 0        | 4    | 124  | 176  | –52      | 0                                   | 1                               | 9          |
| 4    | アルゼンチン     | 6      | 2    | 0        | 4    | 151  | 198  | –47      | 0                                   | 0                               | 8          |

勝ち点の合計で優勝を競う。勝ち4点、引き分け2点、負け0点。相手より3トライ以上多く獲得で1点、7点差以内の負けで1点。

### 優勝・2国間トロフィー
| 優勝                       | ニュージーランド | 16回目 | 1996年トライネーションズからの通算             |                                       |
| ブレディスローカップ       | ニュージーランド |        | オーストラリアとニュージーランドとの対戦の勝者 | 3試合設定。2試合目2018年8月25日に決定 |
| マンデラチャレンジプレート | オーストラリア   |        | 南アフリカとオーストラリアとの対戦の勝者       | 2018年9月8日対戦で決定                |
| フリーダムカップ           | ニュージーランド |        | 南アフリカとニュージーランドとの対戦の勝者     | 2018年10月6日対戦で決定               |
| ピューマトロフィー         | オーストラリア   |        | アルゼンチンとオーストラリアとの対戦の勝者     | 2018年10月6日対戦で決定               |
| ウドゥン・スプーン         | アルゼンチン     | 6回目  | 最下位に与えられる不名誉な称号                 |                                       |

## 対戦詳細

### Round 1
| 2018年8月18日 19:45 AEST (UTC+10) | オーストラリア                                                                     | 13–38    | ニュージーランド (1 BP) | スタジアム・オーストラリア, シドニー, オーストラリア 観客数: 66,318人 レフリー: ヤコ・ペイパー (南アフリカ共和国) |
| 2018年8月18日 19:45 AEST (UTC+10) | T: Maddocks 66' c G: フォーリー (1/1) 66' PG: ホッジ (1/1) 9' フォーリー (1/1) 20' | レポート | T: Aスミス 38' m グッドヒュー 42' c Bバレット 51' c レタリック 62' c ナホロ (2) 73' m, 74' c G: Bバレット (4/6) 43', 52', 64', 76' | スタジアム・オーストラリア, シドニー, オーストラリア 観客数: 66,318人 レフリー: ヤコ・ペイパー (南アフリカ共和国) |

| 2018年8月18日 17:05 SAST (UTC+02) | (1 BP) 南アフリカ共和国                                                                                        | 34–21    | アルゼンチン                                                                        | キングス・パーク・スタジアム, ダーバン, 南アフリカ共和国 観客数: 26,800人 レフリー: ベン・オキーフ (ニュージーランド) |
| 2018年8月18日 17:05 SAST (UTC+02) | T: アム 7' m デャンティ (2) 31' m, 41' c マピンピ (2) 48' m, 52' m デクラーク 69' c G: ポラード (2/6) 43', 70' | レポート | T: サンチェス 14' c マテーラ 26' c モローニ 66' c G: サンチェス (3/3) 15', 28', 66' | キングス・パーク・スタジアム, ダーバン, 南アフリカ共和国 観客数: 26,800人 レフリー: ベン・オキーフ (ニュージーランド) |

### Round 2
| 2018年8月25日 19:35 NZST (UTC+12) | (1 BP) ニュージーランド                                                                                               | 40–12    | オーストラリア                                       | イーデン・パーク, オークランド, ニュージーランド 観客数: 49,983人 レフリー: ウェイン・バーンズ (イングランド) |
| 2018年8月25日 19:35 NZST (UTC+12) | T: Bバレット (4) 12' c, 37' c, 61' c, 68' m ムーディ 42' c スクワイア 47' c G: Bバレット (5/6) 13', 38' 43', 48', 62' | レポート | T: ゲニア 28' c ホッジ 54' m G: フォーリー (1/2) 29' | イーデン・パーク, オークランド, ニュージーランド 観客数: 49,983人 レフリー: ウェイン・バーンズ (イングランド) |

Notes:
- ニュージーランドはブレディスローカップを防衛した。

| 2018年8月25日 16:10 AST (UTC-3) | アルゼンチン | 32–19    | 南アフリカ共和国                                                   | エスタディオ・マルビナス・アルヘンティナス, メンドーサ, アルゼンチン 観客数: 27,460人 レフリー: アンガス・ガードナー (オーストラリア) |
| 2018年8月25日 16:10 AST (UTC-3) | T: デルグイ (2) 18' c, 22' c サンチェス 26' c モジャーノ 45' m G: サンチェス (3/4) 19', 23', 27' PG: サンチェス (1/1) 4' DG: サンチェス (1/1) 36' | レポート | T: コリシ 13' c マプー (2) 47' c, 64' m G: ポラード (2/3) 14', 48' | エスタディオ・マルビナス・アルヘンティナス, メンドーサ, アルゼンチン 観客数: 27,460人 レフリー: アンガス・ガードナー (オーストラリア) |

Notes:
- アルゼンチンは、2015年に12点差で南アフリカ共和国に勝利した記録を 更新した。

### Round 3
| 2018年9月8日 19:35 NZST (UTC+12) | (1 BP) ニュージーランド | 46–24    | アルゼンチン | Trafalgar Park, ネルソン, ニュージーランド 観客数: 21,440人 レフリー: パスカル・ガウゼル (フランス) |
| 2018年9月8日 19:35 NZST (UTC+12) | T: ミルナー スカッダー 17' c ペレナラ (2) 29' m, 57' c リード 48' c フリゼル 73' c グッドヒュー 79' c G: モウンガ (5/6) 19', 50', 58', 73', 80' PG: モウンガ (2/2) 4', 40' | レポート | T: モジャーノ 14' c サンチェス 41' c ボフェッリ 69' c G: サンチェス (3/3) 15', 42', 70' PG: サンチェス (1/1) 55' | Trafalgar Park, ネルソン, ニュージーランド 観客数: 21,440人 レフリー: パスカル・ガウゼル (フランス) |

| 2018年9月8日 20:05 AEST (UTC+10) | オーストラリア                                                                                               | 23–18    | 南アフリカ共和国 (1 BP)                                                                 | サンコープ・スタジアム, ブリスベン, オーストラリア 観客数: 27,849人 レフリー: Glen Jackson (ニュージーランド) |
| 2018年9月8日 20:05 AEST (UTC+10) | T: フーパー 1' c トゥームア 32' c G: トゥームア (2/2) 2', 33' PG: ホッジ (1/1) 40' トゥームア (2/2) 54', 68' | レポート | T: ンボナンビ 13' c マピンピ 27' m G: ヤンチース (1/2) 15' PG: ヤンチース (2/2) 6', 38' | サンコープ・スタジアム, ブリスベン, オーストラリア 観客数: 27,849人 レフリー: Glen Jackson (ニュージーランド) |

Notes:
- オーストラリアはマンデラチャレンジプレートを保持。

### Round 4
| 2018年9月15日 19:35 NZST (UTC+12) | (1 BP) ニュージーランド                                                                                             | 34–36    | 南アフリカ共和国 | ウェリントン・リージョナル・スタジアム, ウェリントン, ニュージーランド 観客数: 34,182人 レフリー: ナイジェル・オーウェンズ (ウェールズ) |
| 2018年9月15日 19:35 NZST (UTC+12) | T: Jバレット 4' m Aスミス 15' c イオアネ (2) 37' m, 51' c テイラー 60' m サヴェア 73' m G: Bバレット (2/6) 17', 53' | レポート | T: デャンティ (2) 19' c, 56' m ルルー 24' c マークス 31' c コルビ 41' c G: ポラード (4/5) 20', 25', 32', 42' PG: ポラード (1/1) 40 | ウェリントン・リージョナル・スタジアム, ウェリントン, ニュージーランド 観客数: 34,182人 レフリー: ナイジェル・オーウェンズ (ウェールズ) |

| 2018年9月15日 20:05 AEST (UTC+10) | (1 BP) オーストラリア                                                               | 19–23    | アルゼンチン | ロビーナ・スタジアム, ゴールドコースト, オーストラリア 観客数: 16,019人 レフリー: John Lacey (アイルランド) |
| 2018年9月15日 20:05 AEST (UTC+10) | T: ゲニア 10' c フォラウ 18' c ハイレット ペティ 54' m G: トゥームア (2/3) 11', 19' | レポート | T: サンチェス 14' c デルグイ 35' c G: サンチェス (2/2) 15', 36' PG: ボフェッリ (2/2) 4', 76' サンチェス (1/1) 47' | ロビーナ・スタジアム, ゴールドコースト, オーストラリア 観客数: 16,019人 レフリー: John Lacey (アイルランド) |

Notes:
- アルゼンチンは、ザ・ラグビーチャンピオンシップで初めて2勝を達成した。
- オーストラリアは、ワールドラグビーランキングで過去最低の7位に落ちた。

### Round 5
| 2018年9月29日 17:05 SAST (UTC+02) | 南アフリカ共和国                                                                               | 23–12    | オーストラリア                                       | ネルソン・マンデラ・ベイ・スタジアム, ポート・エリザベス, 南アフリカ共和国 観客数: 41,332人 レフリー: ジェローム・ガルセス (フランス) |
| 2018年9月29日 17:05 SAST (UTC+02) | T: デャンティ 1' c デクラーク 20' c G: ポラード (2/2) 1', 21' PG: ポラード (3/3) 33', 40', 45' | レポート | T: ホッジ 25' m ゲニア 28' c G: トゥームア (1/2) 29' | ネルソン・マンデラ・ベイ・スタジアム, ポート・エリザベス, 南アフリカ共和国 観客数: 41,332人 レフリー: ジェローム・ガルセス (フランス) |

| 2018年9月29日 19:40 AST (UTC-3) | アルゼンチン                                                                          | 17–35    | ニュージーランド (1 BP) | エスタディオ・ホセ・アマルフィターニ, ブエノスアイレス, アルゼンチン 観客数: 50,000人 レフリー: マシュー・ライナル (フランス) |
| 2018年9月29日 19:40 AST (UTC-3) | T: クベリ 57' c ボフェッリ 67' c G: サンチェス (2/2) 58', 67' PG: サンチェス (1/1) 5' | レポート | T: イオアネ (2) 7' c, 29' c ナホロ 16' c トゥイプロトゥ 54' c ライナートブラウン 72' c G: Bバレット (4/4) 8', 17' 31', 56' モウンガ (1/1) 72' | エスタディオ・ホセ・アマルフィターニ, ブエノスアイレス, アルゼンチン 観客数: 50,000人 レフリー: マシュー・ライナル (フランス) |

Notes:
- TJ・ペレナラ（ニュージーランド）がテストマッチ50キャップ目を獲得した。

### Round 6
| 2018年10月6日 17:05 SAST (UTC+02) | (1 BP) 南アフリカ共和国                                                                                         | 30–32    | ニュージーランド | ロフタス・ヴァースフェルド・スタジアム, プレトリア, 南アフリカ共和国 観客数: 51,762人 レフリー: アンガス・ガードナー (オーストラリア) |
| 2018年10月6日 17:05 SAST (UTC+02) | T: クリエル 44' c デアレンデ 52' c コルビ 59' c G: ポラード (3/3) 45', 53', 60' PG: ポラード (3/3) 4', 13', 48' | レポート | T: Aスミス 54' c イオアネ 62' m Sバレット 76' c サヴェア 79' c G: モウンガ (3/4) 55', 76', 80' PG: Bバレット (2/2) 26', 36' | ロフタス・ヴァースフェルド・スタジアム, プレトリア, 南アフリカ共和国 観客数: 51,762人 レフリー: アンガス・ガードナー (オーストラリア) |

Notes:
- ニュージーランドがフリーダムカップを防衛。

| 2018年10月6日 19:40 AST (UTC-3) | アルゼンチン | 34–45    | オーストラリア | en:Estadio Padre Ernesto Martearena, サルタ, アルゼンチン 観客数: 20,512人 レフリー: ヤコ・ペイパー (南アフリカ共和国) |
| 2018年10月6日 19:40 AST (UTC-3) | T: マテーラ 2' c ボフェッリ 4' c オルランド 27' c ゴンサレス 31' c G: サンチェス (3/3) 3', 5', 28' ゴンサレス (1/1) 32' PG: ゴンサレス (2/2) 38', 61' | レポート | T: フーパー 14' c ロッダ 44' c フォラウ 48' c ハイレット ペティ (2) 51' c, 66' c ポーコック 64' c G: フォーリー (6/6) 15', 45', 49', 53', 65', 67' PG: フォーリー (1/1) 75' | en:Estadio Padre Ernesto Martearena, サルタ, アルゼンチン 観客数: 20,512人 レフリー: ヤコ・ペイパー (南アフリカ共和国) |

Notes:
- オーストラリアがピューマトロフィーを保持。

## 放送
- J SPORTS - 「ザ・ラグビーチャンピオンシップ2018 ～南半球4カ国対抗戦～」[6][7]
- WOWOW - 「南半球4カ国対抗戦 ザ・ラグビーチャンピオンシップ2018」[8]